# Андре (виноград)
Андре (чеш. André) — технический (винный) сорт винограда, используемый для производства красных вин в Чехии.

## Происхождение
Сорт был выведен Ярославом Гораком в 1960 году на селекционной станции в Вельке-Павловице скрещиванием сортов Блауфранкиш × Сен-Лоран. Одной из причин начала работ над Андре было желание заменить в сельскохозяйственном обороте выведенный членом НСДАП Фрицем Цвайгельтом одноимённый виноград, который был получен с помощью тех же сортов, но с другим порядком материнского и отцовского.
Уже в 1961 году началось разведение сорта, а в 1980 году он был зарегистрирован в Государственной сортовой книге Чехословакии. Виноград назван в честь Христиана Карла Андре.

## География
Сорт распространен в Чехии, незначительно - в Словакии, и совсем незначительно - в Германии, в регионе Зале-Унструт.

## Основные характеристики
Кусты сильнорослые.
Листья средние, пятилопастные, средне- или сильнорассечённые, морщинистые, с сильным опушением войлочного типа на нижней поверхности. Черешковая выемка как открытая, лировидная, так и закрытая, со щелевидным просветом.
Цветок обоеполый.
Грозди средние, конические, ветвистые, среднеплотные или плотные.
Ягоды мелкие, тёмно-фиолетовые. Кожица толстая. Мякоть сочная.
Вызревание побегов хорошее.
Сорт среднего периода созревания.
Урожайность высокая.
Сорт не выделяется устойчивостью к грибным болезням среди других европейских сортов. 
Морозоустойчивость еще изучается.

## Применение
Сорт используется для приготовления красных вин высокого качества, для чего требуется ограничивать урожайность. Вина отличаются насыщенностью, сбалансированностью, темно-красными оттенками, ароматами лесных ягод, сливовым тоном. 
Вина обладают потенциалом к хранению.

## Синонимы[2]
Andrea, Semenac A 16-76.